# Psaenythia flavomaculata
Psaenythia flavomaculata är en biart som beskrevs av Heinrich Friese 1908. Psaenythia flavomaculata ingår i släktet Psaenythia och familjen grävbin. Inga underarter finns listade i Catalogue of Life.